# Die Nacht mit meinem Traummann

Deutsches Kinoplakat (Ausschnitt)

Die Nacht mit meinem Traummann (The Night We Never Met) ist eine US-amerikanische Filmkomödie aus dem Jahr 1993. Regie führte Warren Leight, der auch das Drehbuch schrieb.

## Handlung
Der New Yorker Sam Lester arbeitet in einem Feinkostgeschäft. Er teilt eine Wohnung mit anderen Menschen, denen er vorwirft, sie würden nicht genügend auf Sauberkeit achten. Lester mietet für zwei Tage in der Woche eine Wohnung in Greenwich Village, die ebenfalls der Hauptmieter Brian McVeigh und Ellen Holder nutzen. McVeigh will in Kürze Janet Beehan heiraten, während die Zahnarzthelferin Holder sich von ihrem Ehemann trennte und von einer Karriere als Malerin träumt.
Die Nutzer der Wohnung kennen sich nicht persönlich. Holder verwechselt McVeigh mit Lester; am Ende beginnt sie eine neue Beziehung mit einem der Männer.

## Kritiken
Das Lexikon des internationalen Films schrieb, der Film sei eine „verhalten und behutsam entwickelte Komödie“. Er decke „mit Wortwitz liebevoll Alltagskonflikte“ auf und huldige „der Idee der reinen Liebe und der Poesie des Zufalls“.
Die Zeitschrift prisma bezeichnete den Film als eine „spaßige Romanzen-Komödie“. Naomi Campbell und Louise Lasser in Nebenrollen seien witzig.

## Auszeichnungen
Warren Leight wurde im Jahr 1993 für den Kritikerpreis des Deauville Film Festivals nominiert.

## Hintergründe
Der Film wurde in New York City gedreht. Er spielte in den Kinos der USA ca. 1,88 Millionen US-Dollar ein.